# Stanisław Tymosz
Stanisław Tymosz (ur. 1957) – polski duchowny katolicki, były doktor habilitowany i były profesor nadzwyczajny Katolickiego Uniwersytetu Lubelskiego Jana Pawła II. Stanowiska na uczelni i stopnia naukowego doktora habilitowanego został pozbawiony po stwierdzeniu popełnienia plagiatu.

## Życiorys
16 kwietnia 1983 został wyświęcony na kapłana. 18 lutego 2003 uzyskał stopień doktora habilitowanego na podstawie monografii Recepcja reformy trydenckiej w działalności kanoniczno-pastoralnej arcybiskupa Wacława Hieronima Sierakowskiego w latach 1740–1780. Był kierownikiem Katedry Historii Źródeł Kościelnego Prawa Polskiego, był dyrektorem Instytutu Prawa Kanonicznego na Wydziale Prawa, Prawa Kanonicznego i Administracji KUL, pełnił także funkcję skarbnika Towarzystwa Naukowego KUL. W latach 2007–2011 wypromował 5 doktorów.
Podczas postępowania o nadanie tytułu naukowego profesora, jeden z recenzentów, prof. Wacław Uruszczak, stwierdził plagiaty w jego publikacjach naukowych. W konsekwencji prokuratura oskarżyła go o plagiat w książce wydanej w 2008. Postępowanie sądowe przeciwko niemu potwierdziło zarzuty plagiatu, jednak zostało warunkowo umorzone. Komisja uczelniana potwierdziła zarzucane nieprawidłowości, stwierdzając jednak, że większość dorobku naukowego ks. Tymosza powstała prawidłowo. 10 października 2013 zwolniono go z uczelni, a w 2016 roku Rada Wydziału Prawa, Prawa Kanonicznego i Administracji KUL anulowała swoją uchwałę z roku 2003, w której nadała mu stopień naukowy doktora habilitowanego.

## Publikacje książkowe
- 1998: Synod archidiecezji lwowskiej z 1765 roku[2]
- 2002: Recepcja reformy trydenckiej w działalności kanoniczno-pastoralnej arcybiskupa Wacława Hieronima Sierakowskiego w latach 1740–1780. Studium historyczno-prawne[2]
- 2008: Ewolucja kościelnego prawa polskiego w świetle kodyfikacji do XIX wieku[2][8][10]
- 2010: Recepcja nauczania Jana Pawła II w uchwałach Drugiego Polskiego Synodu Plenarnego[10][2]